# Haanja kõrgustik
Het Hoogland van Haanja (Ests: Haanja kõrgustik) is een hoger gelegen, heuvelachtig gebied in het zuidoosten van Estland. In het gebied, vlak bij het dorp Haanja, ligt ook de hoogste heuvel van het land, de Suur Munamägi (318 m). De heuvels zijn ontstaan onder invloed van landijs tijdens het Weichselien. Het landschap wordt bedekt met dichte naaldbossen, afgewisseld met weilanden.
Er zijn uitlopers tot in de naburige Russische oblast Pskov. In Letland gaat het heuvelachtige gebied verder als 'Hoogland van Alūksne' (Lets: Alūksnes augstiene).